# Clubul Sportiv Municipal Studențesc Iași
CSMS Iași é uma equipe romena de futebol com sede em Iași. Disputa a primeira divisão da Romênia (Campeonato Romeno de Futebol).
Seus jogos são mandados no Stadionul Emil Alexandrescu, que possui capacidade para 11.390 espectadores.

## História
O CSMS Iași foi fundado em 16 de Agosto de 2010.